# Apterichtus keramanus
Apterichtus keramanus is een straalvinnige vissensoort uit de familie van slangalen (Ophichthidae). De wetenschappelijke naam van de soort is voor het eerst geldig gepubliceerd in 1997 door Machida, Hashimoto & Yamakawa.